# ジオバーニ・ガビオ
ジオバーニ・ガビオ（Giovane Farinazzo Gavio 1970年9月7日 - ）は、ブラジルの男子バレーボール選手。ジュイス・デ・フォーラ出身。ポジションはウイングスパイカー。元ブラジル代表。

## 来歴
1992年から2004年まで4度のオリンピック出場を果たし、1992年バルセロナ五輪と、2004年アテネ五輪では金メダルを獲得した。
2021年にバレーボール殿堂入り。

## 球歴
- 1992年 - バルセロナ五輪（金メダル）
- 2002年 - 世界選手権（金メダル）
- 2004年 - アテネ五輪（金メダル）

## 所属クラブ
- EC Banespa（1986-1990年）
- ペトラルカ・パドヴァ（1990-1992年）
- Porto Ravenna（1992-1994年）
- SE Palmeiras（1994-1995年）
- Frigorífico Chapecó（1995-1996年）
- EC União Suzano（1996-1997年）
- Vasco da Gama（2000-2001年）
- EC Banespa（2001-2002年）
- EC União Suzano（2002年）
- ピエモンテ・バレー（2003年）
- Minas Tênis Clube（2003-2004年）
- EC Unisul（2004-2005年）